# Stamping Ground
Stamping Ground è un comune degli Stati Uniti d'America, situato nello Stato del Kentucky, nella contea di Scott.

## Disastri naturali
Stamping Ground ha subito 3 grandi disastri naturali:
- 2 dicembre 1916: incendio
- 1920: durante gli anni 20' del 1900 ci fu un altro incendio
- 3 aprile 1974: questo giorno numerosi tornado si sono abbattuti sul Kentucky, e Stamping Ground ricevette il danno più grande, fu quasi distrutta e rimasero solo 3 edifici, nessun morto solo 35 feriti.[2]